# Seishi Kishimoto
Seishi Kishimoto (岸本 聖史?, Kishimoto Seishi; Nagi, 8 novembre 1974) è un fumettista giapponese, fratello gemello del mangaka Masashi Kishimoto.

## Biografia
Nasce nel 1974 a Nagi nella Prefettura di Okayama, come gemello più giovane di Masashi Kishimoto. Alle elementari, assieme al fratello, ha iniziato ad appassionarsi all'anime Kinnikuman e i due inventano le prime storie di supereroi. Il suo primo manga è Trigger, pubblicato su Gangan Powered della Square Enix nel 2001, intendendo descrivere la relazione tra figli e genitori, riscontrando però un problema di montaggio nel limitato numero di pagine a disposizione. La sua prima opera serializzata è 666 Satan su Monthly Shōnen Gangan dal 2001 e grazie alla quale ottenne una certa fama, non solo in Giappone ma anche in molti altri paesi. 
A seguito della conclusione di 666 Satan inizia la serializzazione, sul numero d'esordio di Monthly Shōnen Rival del 2008, di Blazer Drive, preceduto dallo one-shot Tribals. La serie è terminata nel 2010 e le è stato dedicato un videogioco per Nintendo DS.
Nel mensile shojo Aria comparve, nel 2011, lo one-shot Jūniji non Kaneganaru. Tra il 2012 e il 2013 compare, sempre su Monthly Shonen Rival, la nuova serie di Kishimoto, Crimson Wolf.
Nel 2014, Seishi Kishimoto ha cominciato a lavorare sul manga Sukedachi Nine, pubblicato in due versioni, una cartacea e una digitale, su Monthly Shōnen Gangan e Gangan Online, la prima l'11 ottobre 2014, la seconda cinque giorni dopo. Le due versioni seguono le vicende di protagonisti diversi ma nello stesso lasso di tempo. Il manga è terminato nell'estate del 2016.
Tra 2017 e 2019 ha pubblicato il manga Mad Chimera World sulla rivista Monthly Morning Two di Kodansha.
Il 20 gennaio 2021 DeNa pubblica il suo one-shot Yobigami e lo stesso anno ha iniziato la pubblicazione della serie Monster no Isha sul servizio online Manga Box di DeNa. 

## Stile
Il suo stile, specialmente in 666 Satan, è pesantemente influenzato da quello di Akira Toriyama. Inoltre, come lui stesso ha fatto notare, il suo stile è molto simile a quello del fratello, essendo stati influenzati dalle stesse cose.

## Opere
- Trigger - one shot (2001)
- 666 Satan - 19 volumi (2001-2008)
- Tenchu San - one shot (2003)
- Trival - one shot (2007)
- Blazer Drive - 9 volumi (2008-2011)
- Jūniji no Kaneganaru - one shot (2011)
- Crimson Wolf (Kurenai no Okami to Ashikase no Hitsuji) - 4 volumi (2011-2013)
- Sukedachi Nine - 5 volumi (2014-2016)
- Mad Chimera World - 4 volumi (2017-2019)
- Mad Chimera World gaiden - one shot (2017)
- Yobigami - One shot (2021)
- Monster no Isha - 7 volumi, in corso (2021 - in corso)